# Franz Friedrich Königer
Franz Friedrich August Christian Hermann Ludwig Wilhelm Königer (* 30. September 1814 in Homberg (Ohm); † 12. Oktober 1885 in Darmstadt) war ein hessischer Richter und Politiker (NLP) und Abgeordneter der 2. Kammer der Landstände des Großherzogtums Hessen.
Franz Friedrich Königer war der Sohn des großherzoglich hessischen Generalmajors Friedrich Philipp Engel Königer (1778–1845) und dessen Ehefrau Karoline Katharina Susanne, geborene Boetticher (1783–1829). Königer, der evangelischen Glaubens war, heiratete am 27. Mai 1845 in Zwingenberg Sophie Johannette Magdalene geborene Königer (1820–1902), die Tochter des Rentamtmanns Karl Königer. Sein Bruder Julius Königer (1820–1866) wurde Soldat und fiel als Hauptmann 1866 bei Laufach-Fronhofen im Spessart.
Königer studierte ab 1832 Rechtswissenschaften an den Universitäten Gießen und Heidelberg und wurde 1836 Sekretariatsakzessist am Hofgericht Darmstadt und 1837 Akzessist am Landgericht Zwingenberg. 1844 war er Sekretär beim Visitationskommissär des Stadt- und Landgerichtes Darmstadt, bevor er 1845 zum Assessor mit Stimme beim Landgericht Zwingenberg ernannt wurde. 1851 wurde er in gleicher Funktion an das Landgericht Reinheim versetzt und kehrte 1854 nach Zwingenberg zurück. 1857 erfolgte die Beförderung zum Landrichter am Landgericht Seligenstadt. 1871 wechselte er als Landrichter an das Landgericht Langen und 1874 als Stadtrichter an das Stadtgericht Darmstadt. Mit der Bildung des Oberlandesgerichts Darmstadt 1879 wurde er dort Rat. 1880 wurde er Senatspräsident am OLG Darmstadt und Mitglied des Verwaltungsgerichtshofes Darmstadt.
Von 1872 bis 1879 gehörte er der Zweiten Kammer der Landstände an. Er wurde für den Wahlbezirk Starkenburg 7/Groß-Umstadt gewählt. 1878 bis 1879 war er zweiter Präsident der Kammer.